# 帕西奇納 (基輔州)
帕西奇納（烏克蘭語：Пасічна）是位於烏克蘭北部的村，由基辅州布羅瓦雷區的巴里希夫卡市鎮負責管轄。該村始建於1400年，面積5.43平方公里，海拔高度99米，2001年人口754，人口密度每平方公里138.9人。